# Avventura in montagna
Avventura in montagna (Hit the Ice) è un film statunitense del 1943 diretto da Charles Lamont con Lou Costello e Bud Abbott, conosciuti in Italia come Gianni e Pinotto.

## Trama
Flash e Tubby sono fotografi e finiscono in un ospedale dove c'è un rapinatore che finge di essere malato perché la banca è lì davanti e vuole rapinarla coi suoi uomini: egli aspetta due persone che lo aiutino a fare il colpo. Scambia Flash e Tubby per questi due, che credono che debbano fare una foto: non hanno capito che si deve fare una rapina. Tubby fotografa i rapinatori senza prender loro le teste e sono scambiati per i rapinatori e fuggono in montagna, dove vanno anche i rapinatori che, vedendoli, credono che vogliano la loro parte del bottino. A Tubby viene in mente di fare un bluff: si ritrovano tutti in una baita: Tubby ha intenzione di dir loro che vogliono i soldi in cambio delle foto (che sono senza teste). Tubby riceve i soldi, ma vuole scommetterli col rapinatore che glieli ha dati, sicuro di vincere. Inaspettatamente perde, ma riesce a recuperare i soldi e inizia un inseguimento sugli sci che termina a favore di Flash e Tubby, cioè con l'arresto dei rapinatori.

## Curiosità
- Quando Flash e Tubby (i protagonisti del film) arrivano alla baita, le loro ombre si stagliano sugli alberi del fondale dipinto, dimostrando la sua piattezza.